# Enteropathie
Eine Enteropathie (von altgriechisch ἒντερον énteron, deutsch ‚Darm‘ und πάθος páthos, deutsch ‚Leiden‘) bezeichnet allgemein eine Erkrankung des Darmes. Ist zusätzlich der Magen mit beteiligt, spricht man von einer Gastroenteropathie. Liegt die Hauptursache in einer Entzündung, spricht man von einer Enteritis bzw. Gastroenteritis.

## Formen
Nachstehende Sonderformen können abgegrenzt werden:
- Autoimmune Enteropathie und Endokrinopathie-Empfänglichkeit für chronische Infektionen-Syndrom[2]
- Chrom-Enteropathie[3]
- Enteropathie, autoimmune, Typ 1 (IPEX-Syndrom, Immun-Dysregulation-Polyendokrinopathie-Enteropathie-Syndrom, X-chromosomal)[4]
- Enteropathie, autoimmune, Typ 2, veraltete Bezeichnung, jetzt als Autoimmun-Enteropathie, syndromale bezeichnet.[5]
- Enteropathie, autoimmune, Typ 3, veraltete Bezeichnung, jetzt als Autoimmun-Enteropathie, syndromale bezeichnet.[6]
- Enteropathie, immunvermittelte schwere (Autoimmun-Enteropathie)[7]
- Enteropathie, kongenitale, durch Enteropeptidase-Mangel[8]
- Enteropathie mit Entwicklungsdefekt der intestinalen Mukosa, kongenitale[9]
- Exsudative Enteropathie (Gordon-Syndrom) mit Eiweißverlust
- Glutensensitive Enteropathie (Zöliakie), glutensensitiv bzw. -induziert
- Intestinale Epitheliale Dysplasie (Tufting-Enteropathie)[10]
- MEDNIK-Syndrom (Geistige Retardierung – Enteropathie – Schwerhörigkeit – periphere Neuropathie – Ichthyose – Keratodermie)[11]
- NK-Zellen-Enteropathie[12]
- T-Zell-Lymphom vom Enteropathie-Typ (Enteropathie-assoziiertes T-Zell Lymphom)

## Bei Tieren
Enteropathien können auch beim Tier auftreten:
- Porcine proliferative Enteropathie beim Schwein